# DJ Spank
 (juin 2009).
Si vous disposez d'ouvrages ou d'articles de référence ou si vous connaissez des sites web de qualité traitant du thème abordé ici, merci de compléter l'article en donnant les références utiles à sa vérifiabilité et en les liant à la section « Notes et références ».
DJ Spank, né Marc Gremillon en octobre 1968 est un DJ et compositeur français.

## Biographie
De son vrai nom Marc Gremillon, il vit sa passion pour le Hip-hop à travers la danse et le graff. Il signe alors ses tags « SP.One ou SPANK ».
C'est à travers la composition musicale qu'il se fait connaître. Son talent de producteur l'amène à collaborer avec le Suprême NTM, notamment pour le titre "Quelle gratitude ?" interprété par JoeyStarr sur l'album Authentik en 1991. Il continue à produire pour le groupe, notamment le tube "Ma Benz", extrait de Suprême NTM.
À la suite de ces différentes collaborations, DJ Spank et JoeyStarr décident de créer en 1998 le label B.O.S.S., pour Boss Of Scandalz Strategyz, avec la major Sony BMG. Le label est rapidement en pleine expansion, de nouveaux talents naissent au sein du label à la suite de la compilation B.O.S.S. Volume 1.
En 1999, B.O.S.S. est alors sollicité par la radio Skyrock pour animer une émission tous les jeudis soir (de minuit à 05h00 du matin) en direct du B.O.S.S studio. L'émission réalise de tels records d'audience (près de 2 millions d'auditeurs) qu'un nouveau créneau horaire est ajouté le samedi de 20h00 à 22h00. SkyB.O.S.S. devient alors l'émission incontournable du hip-hop en France animée par JoeyStarr et DJ Spank. Spank devient l'acteur principal de l'émission SkyBOSS et, fort de ce succès, est amené à porter une nouvelle casquette : celle du précurseur dans l'animation d'émissions de radio consacrées à la culture urbaine en France. À ce titre, il est amené à rencontrer tout le hip-hop français à travers de nombreuses interviews de groupes confirmés et émergents. L'émission est arrêtée, comme les autres émission live de nuit, sans raisons apparentes à la rentrée 2004. Des rumeurs officieuses parlent d'accord avec le CSA qui ne cautionnait pas ce genre d'émissions, parfois virulentes, afin de donner à la radio plus de fréquences. 
L'alliance de DJ Spank et JoeyStarr prend une telle ampleur et gagne en crédibilité que de grands producteurs cinématographiques (Luc Besson, Alain Chabat, Thomas Langmann, Gilles de Maistre, etc.) font appel à leurs services pour la réalisation de différentes bandes originales de films tels que Yamakasi (2001), RRRrrrr!!! (2004), Féroce (2002), Le Boulet (2002), Old school (2000), Astérix et Obélix : Mission Cléopâtre (2002), ...
En 2001, il participe activement à l'album de remix de NTM, Le Clash.
En 2003, il participe à l'émission 60 jours 60 nuits aux côtés de JoeyStarr sur Canal+.
DJ Spank quitte la France à la fin de 2004 pour aller à New York où il travaille notamment avec P. Diddy et son label Bad Boy Records. Il anime alors le DJ Akos le F.B.I. Show (French Beats International) , écoutable via son site officiel, tous les jeudis de 22h à minuit, et se consacre plus à la production de jeunes artistes. 
Il a sorti sa première mixtape américain en 2005 : DJ Akos & DJ Spank Street Exclusives Vol.1, ambiancée par le rappeur Supernatural. Il participe aussi avec son F.B.I. Show à des représentations à l'étranger comme au Sénégal. L'émission est également disponible sur NRJ Antilles (le samedi de 19h à 21h) et sur Trace.FM Via Goom Radio tous les vendredis de 22h à 00h.

### Vie privée
Il est marié et réside actuellement à Brooklyn (New York).

## Discographie
- 1990 : 5 titres Nefateri, (Angleterre)

- 1991 : production de "L'Argent pourrit les gens" et "Quelle gratitude ?" sur Authentik du Suprême NTM

- 1998 : production de "Ma Benz", "C'est arrivé près d'chez toi", "Odeurs de soufre" et "Je vise juste" sur Suprême NTM de Suprême NTM

- 1999 : production de 2 titres de l'album Black mama de Lady Laistee
- 1999 : compilation B.O.S.S. Volume 1

- 2000 : tournée NTM Live
- 2000 : compilation B.O.S.S. Volume 2
- 2001 : Le Clash

- 2002 : production de 2 titres sur l'album Eclipse de Busta Flex
- 2003 : pub pour Perrier

- 2004 : compilation B.O.S.S. Opus 3
- 2004 : pub pour Michelin

- 2005 : Tyree ft. Black Rob & Young Sid "Whoa"
- 2005 : David Banner "Play Remix"
- 2005 : Nelly ft. Jung Tru & King Jacob "Errtime Remix"

- 2006 : participation à l'album La Pièce maîtresse de Busta Flex
- 2006 : Lord Tariq "Windows"
- 2006 : Cory Gunz & Rain "Why You Don’t Like Me"
- 2006 : Stevie Wonder "Positivity Remix"
- 2006 : Tyra ft. Craig Mack & Penelope – F.B.I remix

- 2007 : production de 5 titres de Saison 5 d'IAM
- 2007 : Young Sid ft. Tyree & Chamillionaire "Come & Ride"
- 2007 : Gordon Chambers ft. Ledisi, To Love Again (U.S.)
- 2007 : K.Starks ft. Big-L "Wild Style"
- 2007 : Diddy ft. Cole & Pharrell Williams "Last Night (F.B.I Remix)"

- 2008 - 2009 : Smash proof ft. Gin "Brother"
- 2008 - 2009 : Smash proof ft. Nina Sky "All Night Long"
- 2008 - 2009 : Devolo "Too Shy"
- 2008 - 2009 : Savage ft. Rock City "Hot Like Fire"
- 2008 - 2009 : Savage "S.A.V.A.G.E."
- 2008 - 2009 : Savage "So Clean"

- 2010 - 2011 : Savage ft. Monsta "Get paid"

## Filmographie

### Compositeur
- 2000 : Old school de Kader Ayd et Karim Abbou
- 2001 : Yamakasi d'Ariel Zeitoun
- 2002 : Féroce de Gilles de Maistre

### Acteur
- 2000 : Authentiques d'Alain Chabat et Sear : lui-même
- 2003 : Who's the Boss: Boss of Scandalz Strategyz (documentaire DVD) de Cédric Jimenez et Karole Rocher : lui-même